# Rallienglanti
Rallienglanti ("rallyengelska") är ett humoristiskt finskt begrepp för engelska med kraftig finsk brytning. Rallienglanti karaktäriseras av finsk meningsbyggnad och att de engelska orden uttalas som om de vore finska, exempelvis genom att man likt finskan alltid betonar första stavelsen (oavsett vad som gäller på engelska) och undviker eller ersätter ljud och konsonantkluster som inte finns i finskan. Namnet "rallyengelska" kommer från att den här typen av engelska främst förknippas med finska rallyförare som ger engelskspråkiga intervjuer.